# Серхіо Еррера Пірон
Серхіо Еррера Пірон (ісп. Sergio Herrera Pirón, нар. 5 червня 1993, Міранда-де-Ебро) — іспанський футболіст, воротар клубу «Осасуна».

## Ігрова кар'єра
Народився 5 червня 1993 року в місті Міранда-де-Ебро. Вихованець футбольної школи «Алавеса».
У дорослому футболі дебютував 2011 року виступами за команду «Алавес Б». Протягом сезону 2013/14 грав на правах оренди за «Лаудіо», після чого повернувся до «Алавеса», де продовжив грати за другу команду.
Влітку 2015 року уклав контракт з третьоліговою «Аморебієтою», в якій протягом сезону був основним гравцем, після чого був запрошений до друголігової «Уески».
У цій команді також був основним голкіпером, а влітку 2017 року за 300 тисяч євро перейшов до команди «Осасуна».